# Ісогейккіля (Турку)
Ісогейккіля (фін. Iso-Heikkilä швед. Storheikkilä  — один з центральних районів міста Турку, що входить до Центрального територіального округу. 

## Географічне положення
Район розташований на захід від центральної частини міста, межує з VIII районом — Порт Артур. 

## Населення
У 2004 населення району становило 1905 осіб, з яких діти молодше 15 років становили лише 4,57 %, а старше 65 років — 35,17 %. Фінською мовою як рідною володіли 94,86 %, шведською — 3,94 %, а іншими мовами — 1,21 % населення району. 

## Пам'ятки
У районі розташовується обсерваторія Ісогейккіля. 